# Halina Aszkiełowicz
Halina Aszkiełowicz-Wojno (Słupsk, 1947. február 7. – 2018. június 22.) olimpiai bronzérmes lengyel röplabdázó.

## Pályafutása
Az 1968-as mexikóvárosi olimpián bronzérmes lett a lengyel válogatott tagjaként. 1967-ben ezüst-, 1971-ben bronzérmet szerzett a válogatott csapattal az Európa-bajnokságon.

## Sikerei, díjai
- Olimpiai játékok
  - bronzérmes: 1968, Mexikóváros
- Európa-bajnokság
  - ezüstérmes: 1967, Törökország
  - bronzérmes: 1971, Olaszország